# Богуслав II
Богуслав II (род. в 1178—1184 годах, ум. 23 или 24 января 1220 или 1221 года) — князь Поморья из династии Грифичей (1187—1220/1221). Третий сын западно-померанского герцога
Богуслава I и Анастасии, дочери князя великопольского Мешко III Старого и Евдокии Киевской.

## Биография
В 1187 году после смерти своего отца Богуслава I Богуслав II и его младший брат Казимир II, которые еще были несовершеннолетними, унаследовали Поморско-Щецинское герцогство. Вначале король Дании Кнуд VI назначил регентом герцогства щецинского каштеляна Вартислава Светоборовича, а через два года — князя руянского Яромара I. Однако фактической властью в княжестве до 1208 года обладала их мать Анастасия Великопольская.
С 1202 года Богуслав II самостоятельно управлял Померанским герцогством вместе со своим братом Казимиром II, которому передал во владение западную часть герцогства. В том 1202 году братья Богуслав II и Казимир II принесли ленную присягу на верность своему двоюродному брату, князю великопольскому и краковскому Владиславу III Тонконогому.
В 1205 году датчане атаковали Померанию и захватили город Щецин (Штеттин). Богуслав II обатился за помощью к Владиславу Тонконогому. Однако померанско-польское войско было разбито датчанами в открытом сражении. В том же 1205 году Щецин был отбит у датчан. Но датчане укрепили свои позиции на оккупированных померанских землях, особенно после своей победы над бранденбургскими маркграфами, которые также претендовали на Западную Померанию. Германский король Фридрих II Гогенштауфен в 1214 году признал за датчанами все их захваченные земли в Померании.
В 1211 году в результате раздела Померанского герцогства между братьями Богуслав II получил во владение территорию с центром в Щецине. В 1216 году Богуслав II принес ленную присягу на верность королю Дании Вальдемару II, который пожаловал ему Померанское герцогство как ленное владение.
Богуслав II скончался в январе 1220 или 1221 году, он был похоронен в костёле Святого Якуба в Щецине.

## Семья и дети
Богуслав II был женат на Мирославе, дочери князя Гданьского Мстивоя I и Свиниславы. Супруги имели трёх детей:
- Богуслав III (ум. 1223), герцог Славенский (?)
- Войслава (ум. 7 мая 1229)
- Барним I Добрый (ок. 1210 — 13/14.11.1278), герцог Поморско-Щецинский и Поморско-Демминский

Также был женат на Виславе, дочери Ярополка Романовича Смоленского.